# ぎょしゃ座Z星
ぎょしゃ座Z星（ぎょしゃざZせい）は、ぎょしゃ座の方向にある脈動変光星である。

## 概要
SRD型の半規則型変光星で、変光星総合カタログによれば111.5日の周期で9.2等と12.0等の間を変光するとされるが、アメリカ変光星観測者協会によれば110.3日の周期で9.3等と11.5等の間を変光するとされる。アメリカ変光星観測者協会でぎょしゃ座Z星が分類されるSRD型は半規則型変光星といっても赤色巨星からなるSRA型やSRB型、赤色超巨星からなるSRC型とは異なるタイプの変光星であり、スペクトル型がF型からK型の黄色巨星ないし黄色超巨星である。従ってぎょしゃ座Z星のスペクトル型はアメリカ変光星観測者協会では変光に伴いG0e-M3eの間を変化するとされる。一方変光星総合カタログではぎょしゃ座Z星のスペクトル型はM3とされており、細分類も明記されていない。

## 名称
学名はZ Aurigae（略称：Z Aur）、ボン掃天星表の番号はBD+53°979。